# Daniel Akaka
Daniel Kahikina "Dan" Akaka (čín.: 李 碩) (11. září 1924 Honolulu, Havaj, USA – 6. dubna 2018 tamtéž) byl senátor USA za stát Havaj. Byl členem Demokratické strany. Byl druhým senátorem havajského původu a jediným, který je čínského původu.

## Život
Akaka se narodil v Honolulu na Havaji v havajsko-čínské rodině. Jeho dědeček z otcovy strany byl Číňan, zatímco ostatní prarodiče byli Havajci. Během druhé světové války sloužil u ženistů v jednotce USACE (US Army Corps of Engineers). Služba ho zavedla například na Saipan a na Tinian. Po válce studoval na Havajské Univerzitě, kde postupně získal tituly Bachelor of Education (1952) a Master of Education (1966).
Poprvé byl zvolen do sněmovny reprezentantů v roce 1976 jako zástupce Havajských ostrovů za druhý kongresový okres (Second Congressional District). S velkým rozdílem vyhrál sedm voleb za sebou.
V dubnu 1990 byl Akaka nominován guvernérem Johnem Waiheem do amerického senátu. Měl zde nahradit zesnulého senátora Sparka Matsunagu. Přísahu složil 16. května téhož roku. V listopadových senátních volbách byl tentokrát řádně zvolen na celé funkční období, tj. 6 let. Znovuzvolen byl také v senátních volbách v roce 1994, 2000, kdy získal více než 70% hlasů, a naposledy v roce 2006, kdy 7. listopadu porazil protikandidátku Cynthii Thielen poměrem hlasů 61% ku 37%.
V březnu 2011 oznámil, že znovu na místo senátora kandidovat nebude. Jeho poslední účast v senátu se odehrála 12. prosince 2012, kdy uzavřel svoji řeč tradičním havajským rozloučením "a hui hou" (dokud se znovu nesetkáme).
Zemřel na selhání orgánů v raných hodinách 6. dubna 2018 ve věku 93 let v Honolulu.

## Rodina
Akaka byl ženatý s Mary Mildred "Millie" Chong; měli 5 dětí (čtyři syny a dceru), 14 vnoučat a 4 pravnoučata.